# Adrien Silva
Adrien Sébastien Perruchet da Silva (tiếng Pháp: [adʁijɛ̃ sebastjɛ̃ pɛʁyʃɛ da silva]; sinh ngày 15 tháng 3 năm 1989), thường được biết đến với tên gọi Adrien Silva, là một cầu thủ bóng đá chuyên nghiệp người Bồ Đào Nha hiện đang thi đấu cho câu lạc bộ UAE Football League United ở vị trí tiền vệ. Anh nổi tiếng nhờ khả năng rê bóng và chuyền bóng tốt.
Anh bắt đầu sự nghiệp của mình với Sporting, ra mắt đội một khi mới 18 tuổi. Trong vòng 10 năm chơi bóng tại đây, anh đã thi đấu được tổng cộng 237 trận và ghi được 39 bàn thắng, đồng thời cùng đội giành được chức vô địch Taça de Portugal vào các năm 2008 và 2015. Anh cũng từng có thời gian thi đấu cho mượn tại các câu lạc bộ Maccabi Haifa và Académica, nơi anh ấy đã giành được Cúp Bồ Đào Nha. Năm 2018, anh chuyển đến Leicester rồi sau đó gia nhập Monaco dưới dạng cho mượn vào tháng 1 năm 2019.
Silva đã có 46 lần khoác áo đội tuyển Bồ Đào Nha ở cấp độ trẻ, trong đó có 13 lần ra sân ở đội U–21. Anh đã có trận ra mắt trong màu áo đội tuyển quốc gia vào năm 2014 và từng thi đấu tại Euro 2016 giải mà năm đó Bồ Đào Nha lên ngôi vô địch. 2 năm sau, anh tiếp tục được gọi lên đội tuyển và thi đấu ở World Cup 2018.

## Sự nghiệp câu lạc bộ
Silva sinh ra ở Angoulême, Poitou-Charentes, Pháp, với cha là người Bồ Đào Nha và mẹ là người Pháp. Anh bắt đầu sự nghiệp bóng đá của mình lúc 10 tuổi tại FC Girondins de Bordeaux, nhưng sau một năm ở đó, cha anh, người làm việc trong lĩnh vực hàng không, trở về Bồ Đào Nha và gia đình định cư ở Arcos de Valdevez.

## Thống kê sự nghiệp
| Câu lạc bộ           | Mùa giải  | Giải đấu               | Giải đấu | Giải đấu  | Cup     | Cup       | UEFA    | UEFA      | Khác    | Khác      | Tổng    | Tổng      |
| Câu lạc bộ           | Mùa giải  | Giải                   | Số trận  | Bàn thắng | Số trận | Bàn thắng | Số trận | Bàn thắng | Số trận | Bàn thắng | Số trận | Bàn thắng |
| -------------------- | --------- | ---------------------- | -------- | --------- | ------- | --------- | ------- | --------- | ------- | --------- | ------- | --------- |
| Sporting             | 2007–08   | Primeira Liga          | 6        | 0         | 5       | 0         | 4       | 0         | 0       | 0         | 15      | 0         |
| Sporting             | 2008–09   | Primeira Liga          | 13       | 0         | 4       | 0         | 2       | 0         | 0       | 0         | 19      | 0         |
| Sporting             | 2009–10   | Primeira Liga          | 13       | 0         | 7       | 0         | 4       | 1         | 0       | 0         | 24      | 1         |
| Sporting             | 2012–13   | Primeira Liga          | 19       | 3         | 3       | 0         | 4       | 0         | 0       | 0         | 26      | 3         |
| Sporting             | 2013–14   | Primeira Liga          | 28       | 8         | 5       | 1         | 0       | 0         | 0       | 0         | 33      | 9         |
| Sporting             | 2014–15   | Primeira Liga          | 30       | 8         | 4       | 0         | 8       | 2         | 0       | 0         | 42      | 10        |
| Sporting             | 2015–16   | Primeira Liga          | 29       | 8         | 3       | 1         | 8       | 0         | 1       | 0         | 41      | 9         |
| Sporting             | 2016–17   | Primeira Liga          | 27       | 4         | 3       | 1         | 5       | 1         | 1       | 0         | 36      | 6         |
| Sporting             | 2017–18   | Primeira Liga          | 3        | 1         | 0       | 0         | 0       | 0         | 0       | 0         | 3       | 1         |
| Sporting             | Total     | Total                  | 168      | 32        | 32      | 3         | 34      | 4         | 1       | 0         | 235     | 39        |
| Maccabi Haifa (mượn) | 2010–11   | Israeli Premier League | 6        | 0         | 0       | 0         | 2       | 0         | —       | —         | 8       | 0         |
| Académica (mượn)     | 2010–11   | Primeira Liga          | 6        | 1         | 2       | 0         | —       | —         | 0       | 0         | 8       | 1         |
| Académica (mượn)     | 2011–12   | Primeira Liga          | 28       | 4         | 9       | 3         | —       | —         | 0       | 0         | 37      | 7         |
| Académica (mượn)     | Tổng      | Tổng                   | 34       | 5         | 11      | 3         | 0       | 0         | 0       | 0         | 45      | 8         |
| Leicester City       | 2017–18   | Premier League         | 12       | 0         | 4       | 0         | —       | —         | 0       | 0         | 16      | 0         |
| Leicester City       | 2018–19   | Premier League         | 2        | 0         | 3       | 0         | —       | —         | 0       | 0         | 5       | 0         |
| Leicester City       | Tổng      | Tổng                   | 14       | 0         | 7       | 0         | 0       | 0         | 0       | 0         | 21      | 0         |
| Monaco (loan)        | 2018–19   | Ligue 1                | 15       | 0         | 0       | 0         | 0       | 0         | —       | —         | 15      | 0         |
| Monaco (loan)        | 2019–20   | Ligue 1                | 18       | 0         | 1       | 0         | 1       | 0         | —       | —         | 20      | 0         |
| Monaco (loan)        | Tổng      | Tổng                   | 33       | 0         | 1       | 0         | 1       | 0         | 0       | 0         | 35      | 0         |
| Tổng cộng            | Tổng cộng | Tổng cộng              | 255      | 35        | 51      | 6         | 37      | 4         | 1       | 0         | 344     | 45        |

### Quốc tế
Tính đến 30 tháng 6 năm 2018
| Đội tuyển quốc gia  | Năm                 | Số trận | Bàn thắng |
| ------------------- | ------------------- | ------- | --------- |
| Bồ Đào Nha          | 2014                | 1       | 0         |
| Bồ Đào Nha          | 2015                | 4       | 0         |
| Bồ Đào Nha          | 2016                | 10      | 0         |
| Bồ Đào Nha          | 2017                | 5       | 1         |
| Bồ Đào Nha          | 2018                | 6       | 0         |
| Tổng cộng sự nghiệp | Tổng cộng sự nghiệp | 26      | 1         |

## Danh hiệu

### Câu lạc bộ
Sporting
- Taça de Portugal: 2007–08, 2014–15[9]
- Supertaça Cândido de Oliveira: 2007, 2008, 2015

Maccabi Haifa
- Giải ngoại hạng Israel: 2010–11

Académica
- Taça de Portugal: 2011–12[10]

### Quốc tế
Bồ Đào Nha
- UEFA European Championship: 2016
- Hạng ba FIFA Confederations Cup: 2017 [11]

### Cá nhân
- Cầu thủ Sporting CP của năm: 2013[12]